# Gambell
Gambell (Sivuqaq en Yupik) est une localité d'Alaska aux États-Unis située dans la Région de recensement de Nome, Sa population était de 681 habitants en 2010.

## Situation - climat
Elle est située au cap nord-ouest de l'Île Saint-Laurent dans la mer de Béring à 322 km au sud-ouest de Nome et à 58 km de la Péninsule tchouktche en Sibérie.
Les températures moyennes vont de −19 °C à −12 °C en janvier, et de 1 °C à 9 °C en juillet.

## Histoire
L'Île Saint-Laurent a été peuplée pendant 2000 ans par les eskimos Yupiks, au XVIIIe siècle et au XIXe siècle, il y avait sur l'île 4 000 personnes réparties en 35 villages. Le principal village, Sivuqaq, a été renommé Gambell en l'honneur de M. et Mme Gambell, missionnaires. En 1878 et en 1880 une famine importante a décimé la population.
En 1900 le renne a été introduit, et en 1903 le président Theodore Roosevelt y a établi une réserve. Pendant les années 1930, quelques habitants partirent pour Savoonga. L'île est actuellement la possession de Savoonga et de Gambell conjointement.

## Économie locale
L'économie locale est une économie de subsistance, basée sur la mer : chasse à la baleine, pêche. Quelques renards sont aussi chassés pour leur fourrure. Les habitants pratiquent aussi de l'artisanat comme la sculpture sur ivoire, et de nombreux oiseaux amènent quelques touristes pour l'observation de la faune avicole.

## Articles connexes

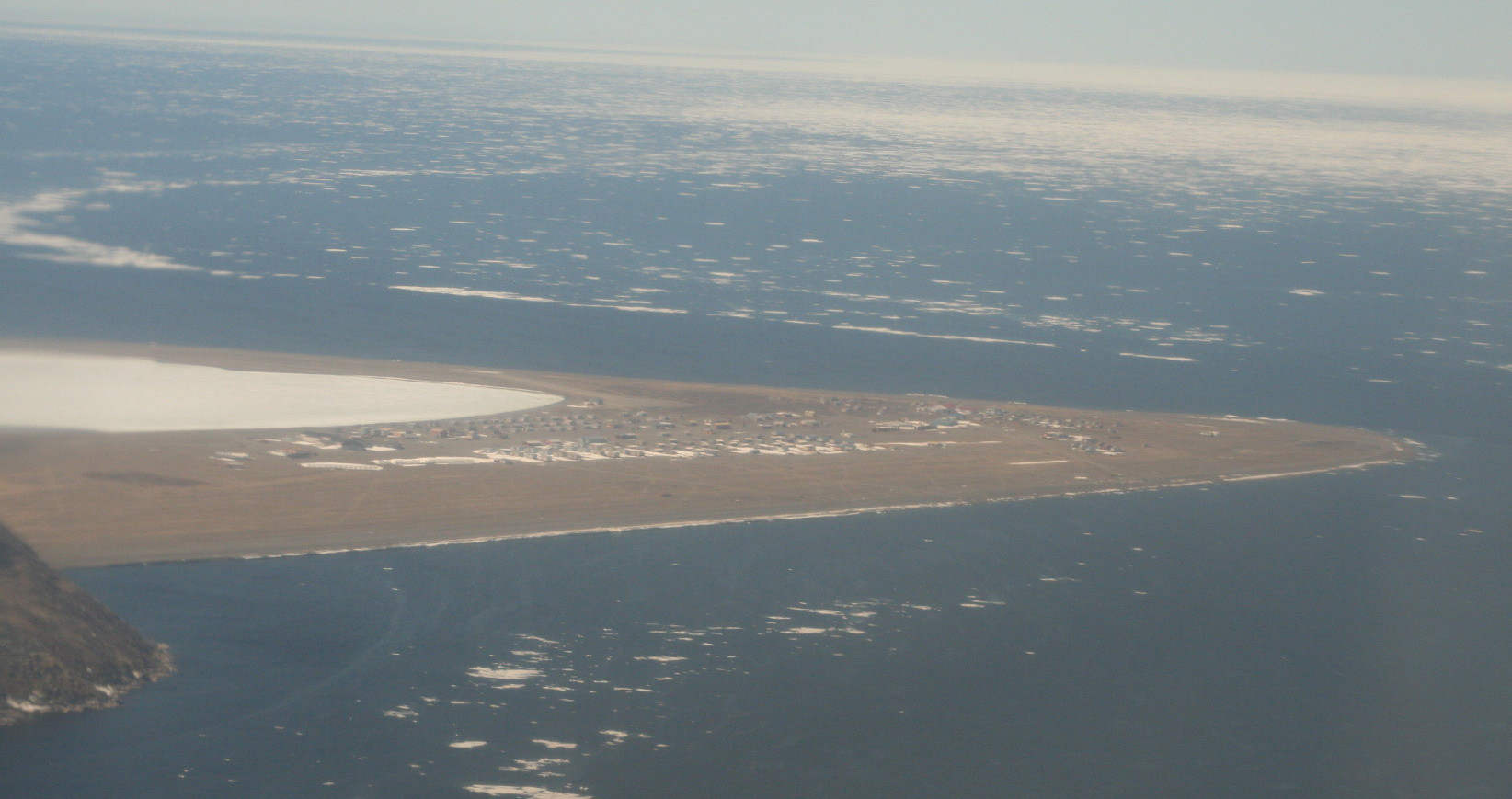
Gambell

## Démographie
| 1910 | 1920 | 1930 | 1940 | 1950 | 1960 |
| ---- | ---- | ---- | ---- | ---- | ---- |
| 221  | 48   | 250  | 296  | 309  | 358  |

| 1970 | 1980 | 1990 | 2000 | 2010 | - |
| ---- | ---- | ---- | ---- | ---- | - |
| 372  | 445  | 525  | 649  | 681  | - |